# مختار اليماني
مختار اليماني (مواليد 12 مايو 1997) سباح يمني. شارك في سباق 100 متر سباحة حرة للرجال في بطولة العالم للألعاب المائية 2017.   في عام 2018، مثّل اليمن في دورة الألعاب الآسيوية 2018 التي أقيمت في جاكرتا بإندونيسيا.  في عام 2021، شارك في سباقي 100 متر و200 متر حرة رجال في دورة الألعاب الأولمبية الصيفية 2020 في طوكيو، اليابان.  